# Nakhon Phanom (thị xã)
Nakhon Phanom (tiếng Thái: นครพนม, phiên âm: Na-khon Ba-nom) là một thị xã (thesaban mueang) ở đông bắc Thái Lan, tỉnh lị của tỉnh Nakhon Phanom. Thị xã nằm trên toàn bộ tambon Nai Mueang và Nong Saeng và một phần tambon At Samat và Nong Yat, tất cả huyện Mueang Nakhon Phanom. Dân số năm 2006 là 27.591 người.
Thị xã này toạ lạc bên bờ sông Mekong, khoảng 580 km về phía đông bắc Bangkok. Bên kia sông Mekong là thị xã của Lào Thakhek.

## Khí hậu
| Dữ liệu khí hậu của Nakhon Phanom (1961–2010)                                                     | Dữ liệu khí hậu của Nakhon Phanom (1961–2010) | Dữ liệu khí hậu của Nakhon Phanom (1961–2010) | Dữ liệu khí hậu của Nakhon Phanom (1961–2010) | Dữ liệu khí hậu của Nakhon Phanom (1961–2010) | Dữ liệu khí hậu của Nakhon Phanom (1961–2010) | Dữ liệu khí hậu của Nakhon Phanom (1961–2010) | Dữ liệu khí hậu của Nakhon Phanom (1961–2010) | Dữ liệu khí hậu của Nakhon Phanom (1961–2010) | Dữ liệu khí hậu của Nakhon Phanom (1961–2010) | Dữ liệu khí hậu của Nakhon Phanom (1961–2010) | Dữ liệu khí hậu của Nakhon Phanom (1961–2010) | Dữ liệu khí hậu của Nakhon Phanom (1961–2010) | Dữ liệu khí hậu của Nakhon Phanom (1961–2010) |
| Tháng                                                                                             | 1                                             | 2                                             | 3                                             | 4                                             | 5                                             | 6                                             | 7                                             | 8                                             | 9                                             | 10                                            | 11                                            | 12                                            | Năm                                           |
| ------------------------------------------------------------------------------------------------- | --------------------------------------------- | --------------------------------------------- | --------------------------------------------- | --------------------------------------------- | --------------------------------------------- | --------------------------------------------- | --------------------------------------------- | --------------------------------------------- | --------------------------------------------- | --------------------------------------------- | --------------------------------------------- | --------------------------------------------- | --------------------------------------------- |
| Cao kỉ lục °C (°F)                                                                                | 36.3 (97.3)                                   | 38.9 (102.0)                                  | 41.3 (106.3)                                  | 42.1 (107.8)                                  | 41.3 (106.3)                                  | 37.5 (99.5)                                   | 36.4 (97.5)                                   | 36.5 (97.7)                                   | 36.0 (96.8)                                   | 35.4 (95.7)                                   | 35.8 (96.4)                                   | 35.5 (95.9)                                   | 42.1 (107.8)                                  |
| Trung bình ngày tối đa °C (°F)                                                                    | 29.1 (84.4)                                   | 31.0 (87.8)                                   | 33.5 (92.3)                                   | 34.8 (94.6)                                   | 33.5 (92.3)                                   | 31.9 (89.4)                                   | 31.4 (88.5)                                   | 31.0 (87.8)                                   | 31.5 (88.7)                                   | 31.5 (88.7)                                   | 30.4 (86.7)                                   | 28.7 (83.7)                                   | 31.5 (88.7)                                   |
| Trung bình ngày °C (°F)                                                                           | 22.4 (72.3)                                   | 24.4 (75.9)                                   | 27.1 (80.8)                                   | 28.9 (84.0)                                   | 28.5 (83.3)                                   | 27.8 (82.0)                                   | 27.3 (81.1)                                   | 27.2 (81.0)                                   | 27.2 (81.0)                                   | 26.6 (79.9)                                   | 24.4 (75.9)                                   | 21.8 (71.2)                                   | 26.1 (79.0)                                   |
| Tối thiểu trung bình ngày °C (°F)                                                                 | 15.7 (60.3)                                   | 18.5 (65.3)                                   | 21.4 (70.5)                                   | 23.9 (75.0)                                   | 24.5 (76.1)                                   | 24.5 (76.1)                                   | 24.3 (75.7)                                   | 24.1 (75.4)                                   | 23.7 (74.7)                                   | 22.1 (71.8)                                   | 19.1 (66.4)                                   | 15.8 (60.4)                                   | 21.4 (70.5)                                   |
| Thấp kỉ lục °C (°F)                                                                               | 1.8 (35.2)                                    | 8.0 (46.4)                                    | 12.0 (53.6)                                   | 16.3 (61.3)                                   | 18.8 (65.8)                                   | 21.4 (70.5)                                   | 21.8 (71.2)                                   | 21.5 (70.7)                                   | 20.5 (68.9)                                   | 14.7 (58.5)                                   | 7.2 (45.0)                                    | 4.1 (39.4)                                    | 1.8 (35.2)                                    |
| Lượng mưa trung bình mm (inches)                                                                  | 3.0 (0.12)                                    | 31.0 (1.22)                                   | 60.1 (2.37)                                   | 101.1 (3.98)                                  | 257.1 (10.12)                                 | 409.5 (16.12)                                 | 503.0 (19.80)                                 | 580.3 (22.85)                                 | 290.2 (11.43)                                 | 97.0 (3.82)                                   | 9.7 (0.38)                                    | 4.8 (0.19)                                    | 2.346,8 (92.39)                               |
| Số ngày mưa trung bình                                                                            | 0.9                                           | 3.8                                           | 5.9                                           | 8.8                                           | 17.8                                          | 22.5                                          | 24.6                                          | 26.1                                          | 17.8                                          | 9.0                                           | 2.2                                           | 0.9                                           | 140.3                                         |
| Độ ẩm tương đối trung bình (%)                                                                    | 67                                            | 67                                            | 66                                            | 69                                            | 78                                            | 84                                            | 86                                            | 88                                            | 84                                            | 76                                            | 70                                            | 68                                            | 75                                            |
| Số giờ nắng trung bình tháng                                                                      | 272.8                                         | 243.0                                         | 238.7                                         | 204.0                                         | 158.1                                         | 117.0                                         | 120.9                                         | 117.8                                         | 144.0                                         | 198.4                                         | 252.0                                         | 257.3                                         | 2.324                                         |
| Số giờ nắng trung bình ngày                                                                       | 8.8                                           | 8.6                                           | 7.7                                           | 6.8                                           | 5.1                                           | 3.9                                           | 3.9                                           | 3.8                                           | 4.8                                           | 6.4                                           | 8.4                                           | 8.3                                           | 6.4                                           |
| Nguồn 1: Thai Meteorological Department                                                           |                                               |                                               |                                               |                                               |                                               |                                               |                                               |                                               |                                               |                                               |                                               |                                               |                                               |
| Nguồn 2: Office of Water Management and Hydrology, Royal Irrigation Department (sun and humidity) |                                               |                                               |                                               |                                               |                                               |                                               |                                               |                                               |                                               |                                               |                                               |                                               |                                               |